# فاغنر كاريوكا
فاغنر كاريوكا (24 مارس 1987 في البرازيل - ) هو لاعب كرة قدم برازيلي في مركز الوسط. لعب مع أتلتيكو غويانيينسي ونادي ساو كايتانو ونادي فيغورينسي ونادي ماكاي ونادي مادوريرا ونادي موجي ميريم وAssociação Desportiva Cabofriense ‏ وNova Iguaçu FC ‏.

## وصلات خارجية
- فاغنر كاريوكا على موقع قاعدة بيانات كرة القدم.إي يو (الإنجليزية)
- فاغنر كاريوكا على موقع Soccerway.com (الإنجليزية)